# Skeleton Lakes
Die Skeleton Lakes bestehen aus zwei Seen im Southland District der Region Southland auf der Südinsel von Neuseeland.

## Geographie
Die Skeleton Lakes befinden sich auf einer Höhe von rund 1470 m an der Ostseite der Garvie Mountains, knapp 20 km südöstlich der Südspitze des Lake Wakatipu. Die beiden Seen, von denen der nordöstliche etwas größer ist als sein Nachbar, umfassen zusammen eine Fläche von rund 10,8 Hektar, der größere rund 8,1 Hektar und der kleinere rund 2,7 Hektar. Der kleinere See entwässert in den größeren, rund 100 m nordöstlich liegenden See. Dieser findet seinen Abfluss an seinem östlichen Ende. Der nicht näher bezeichnete Bach mündet rund 3 Flusskilometer weiter östlich in den Blue Lake Creek, der seinerseits in den Gorge Creek mündet.